# Передовик (Марий Эл)
Передовик — деревня в Волжском районе Республики Марий Эл. Входит в состав Помарского сельского поселения.

## География
Находится в южной части республики Марий Эл на расстоянии приблизительно 9,5 км по прямой к северо-западу от центра Волжска и в 5 км к юго-западу от центра сельского поселения, села Помары.

## История
Основана в 1922 году как хутор четырьмя хозяйствами переселенцев из деревни Куруктур (ныне часть села Помары). Они выбрали старую пойму реки Илеть. Пойма была покрыта кустарниками, ольхой, а местами сплошным лесным массивом. Они начали корчевать кустарники, рубили ольховник и распахивали поля. К 1925 году к ним присоединились 5 семей из деревни Лапкасола (ныне также часть села Помары). Куруктурцы расселились по крутым берегам Илети, а лапкасолинцы на горе. Так они жили по отдельности до 1928 года. Хутор первоначально назывался У илыш (Новая жизнь). В 1928 году они организовали один колхоз. Организатором и первым председателем колхоза стал ветеринарный врач Иван Михайлович Сорокин. После организации колхоза по рекомендации агронома управления земледелием Марийской автономной области Петра Кузьмича Костылева колхоз получил название «Передовик». С тех пор первоначальное марийское название стало забываться, а селение стали называть просто Передовиком.
С каждым годом колхоз укреплялся, в него стали прибывать люди из других деревень. Приехало несколько семей из деревни Липша Звениговского района, а также две семьи из Малых Парат. К 1941 году в Передовике уже было 38 хозяйств.
Основными направлениями работы колхоза «Передовик» были полеводство, животноводство, овощеводство и садоводство. Построены фермы, где содержали племенные породы крупного рогатого скота, свиней и овец. На новых землях хорошо росли все культуры — например, урожайность пшеницы с одного гектара достигала 30 центнеров, а картофеля собирали более 300 центнеров с гектара. Овощи давали колхозу немалую прибыль. Был заложен плодово-ягодный сад.
Высока была и продуктивность животноводческого хозяйства. Колхоз сам производил переработку сырья и выпускал колбасы, сливочное масло, конопляное масло. Весомую прибавку к прибыли давала птицеферма и пасека. Колхоз для всех колхозников организовал питание.
В то время колхоз «Передовик» считался образцовым многоотраслевым агропромышленным производством в Марийской республике. Заработная плата была высокой как в денежном выражении, так и в натуральном виде. В колхозе организовали производство кирпича, бочек, хомутов и деталей к гужевому транспорту (телеги, сани, дуги, оглобли, бастрыки и т. д.) В колхозе работала своя электростанция. Техника состояла из тракторов, автомашин, прицепных комбайнов. О колхозе написал очерк основоположник марийской литературы С. Г. Чавайн.
Во время Великой Отечественной войны колхоз «Передовик» за свой счет купил самолёт По-2 для фронта, сдал много хлеба в фонд помощи. Из жителей деревни Передовик на фронт ушли 42 человека, из них не вернулись 19 человек.
В 1946 году сессия исполкома Помарского сельсовета одобрила решение жителей деревни строить гидроэлектростанцию на реке Илеть и обратилась ко всем колхозам Помарского и Обшиярского сельсоветов включиться в эту стройку, но эта работа не была доведена до конца.
В 1950 году колхоз «Передовик» вошёл в состав укрупнённого колхоза «За коммунизм» (с 1992 года — КДП «Помары»).
В 1980 году в деревне Передовик Помарского сельсовета Волжского района в 71 хозяйстве проживало 214 жителей (95 мужчин и 119 женщин), большинство составляли марийцы. До центра сельсовета жители добирались пешком или попутным транспортом. В личном пользовании жители имели 11 велосипедов и 5 мотоциклов. Население пользовалось водой из колонки. В деревне находился почтовый ящик. Дети обучались в Помарской средней школе, а медицинскую помощь жители получали в Помарской участковой больнице. В деревне работал магазин Волжского райпо, клуба не было.

## Население
| 2002 | 2010 |
| ---- | ---- |
| 70   | ↘63  |

В 2002 году согласно переписи 2002 года в деревне проживало 70 человек (29 мужчин, 41 женщина, марийцы — 84 %), в основном пенсионеры. По переписи 2010 года — 63 человека (29 мужчин, 34 женщины).

## Инфраструктура
К 2000 году деревня стала неперспективной; никаких производственных и социальных объектов нет, магазин закрыт. Оставшаяся часть населения работает у себя на личном подворье. Нет транспортного сообщения: люди всё так же ходят пешком или на попутном транспорте.